# 寻求庇护
是一部2011年的美国心理驚悚电影，由杰夫·尼科尔斯执导兼编剧，迈克尔·珊农和杰西卡·查斯坦主演。

## 剧情
该片讲述美国俄亥俄州的患有遗传性精神病的男子“柯蒂斯”和他的家人的故事。

## 演出
| 演员               | 角色                     |
| ------------------ | ------------------------ |
| 迈克尔·珊农        | 柯蒂斯 Curtis LaForche   |
| 杰西卡·查斯坦      | 萨曼莎 Samantha LaForche |
| 凱蒂·米克鬆        | 纳特 Nat                 |
| 希亚·温汉          | 德瓦特 Dewart            |
| 凱西·貝克          | 莎拉 Sarah               |
| 雷·麥克農          | 凯尔 Kyle                |
| 丽莎·盖伊·汉密尔顿 | 肯德拉 Kendra            |
| Tova Stewart       | Hannah LaForche          |
| 斯图尔特·格利尔    | 大卫 Dave                |

## 花絮
2011年1月，该片在北美洲、拉丁美洲、澳大利亚和新西兰上映。
2011年5月，该片参加戛纳电影节。2011年9月，该片参加法国多维尔美国电影节， 之后参加多伦多国际电影节。
该片荣膺国际影评人协会的奖项。

## 外部連結
- 開眼電影網上《歷劫重生》的資料（繁體中文）
- 豆瓣电影上《存身》的資料 （简体中文）
- 时光网上《寻求庇护》的資料（简体中文）
- AllMovie上的资料（英文）
- 爛番茄上的資料（英文）
- Box Office Mojo上的資料（英文）
- TCM电影资料库上的资料（英文）
- Metacritic上的資料（英文）
- 互联网电影数据库（IMDb）上的资料（英文）